# Elberfelder Hütte
Die Elberfelder Hütte ist eine Schutzhütte der Sektion Wuppertal des Deutschen Alpenvereins (DAV). Sie liegt in der Schobergruppe auf 2346 m ü. A. Höhe im hinteren Gössnitztal und wird von Ende Juni bis Mitte September bewirtschaftet.

## Geschichte
Die Elberfelder Hütte, benannt nach dem Wuppertaler Stadtteil Elberfeld, wurde im Jahr 1928 von der Sektion Elberfeld des Deutschen und Österreichischen Alpenvereins (DuOeAV) (seit 2005 umbenannt in Sektion Wuppertal) erbaut. In den Jahren 1982 und 1983 wurde die Hütte bedingt durch einen Lawinenschaden renoviert und erweitert. 2005 fanden Ausbesserungsarbeiten an der Fassade und dem Dach statt. Die Hütte verfügt über ein eigenes Wasserkraftwerk zur Energieversorgung und wird ausschließlich per Hubschrauber versorgt.
Die Hütte befindet sich im Arbeitsgebiet der „Sektion Wuppertal“ des Deutschen Alpenvereins. Die Sektionen Gelsenkirchen, Recklinghausen und Rhein-Sieg tragen im Rahmen einer Hüttenpatenschaft die Aufgaben und Lasten der Hüttenunterhaltung mit.

## Zustiege
- Von Heiligenblut aus über den Elberfelder Weg durch das Gössnitztal in 4 bis 5 Stunden
- Von Heiligenblut über die Langtalseen in 6 Stunden
- Über die Lienzer Hütte und die Gössnitzscharte in 4 Stunden

Sämtliche Zeitangaben beziehen sich auf die reine Gehzeit ohne Pausen und Verzögerungen.

## Touren

### Gipfeltouren
- Roter Knopf, 3281 m ü. A. Auf den zweithöchsten Gipfel der Schobergruppe in 3½ Stunden.
- Böses Weibl, 3119 m ü. A. Über den Wiener Höhenweg in 3 Stunden.
- Kreuzkopf, 3103 m ü. A. Gehzeit 2½ Stunden.
- Glödis, 3206 m ü. A. Gehzeit: 5½ Stunden.
- Hoher Bretterkopf, 3078 m ü. A.

### Übergänge
Die Elberfelder Hütte liegt am Wiener Höhenweg, der vom Iselsberg zum Glocknerhaus führt. Die benachbart gelegenen Hütten sind wie folgt erreichbar:
- Zur Adolf-Noßberger-Hütte führt ein Übergang im Rahmen des Wiener Höhenwegs über die Hornscharte (2958 m ü. A.), der 5 Stunden Gehzeit in Anspruch nimmt.
- Der kürzere Übergang zur Noßbergerhütte über die Klammerscharte ist nur bei guten Schneeverhältnissen ratsam. Ab Mitte Juli ist er meist aufgrund großer Steinschlaggefahr und Ausapperung gefährlich und nicht empfehlenswert.
- Ebenfalls über den Wiener Höhenweg ist die Glorerhütte in der Glocknergruppe in 5–6 Stunden über den Kesselkeessattel und das Peischlachtörl erreichbar.
- Über die südlich der Hütte gelegene Gössnitzscharte (2737 m ü. A.) zur Lienzer Hütte in 3–4 Stunden.
- Über das Leibnitztörl (2591 m ü. A.) in 7 Stunden zur Hochschoberhütte.

## Sonstiges
Am 8. September 2016 kurz nach dem Start zum Rückflug von einem Versorgungsflug zur Elberfelder Hütte stürzte der Pilot Hannes Arch mit seinem Helikopter ab und starb. Der spontan mitfliegende Hüttenwart wurde verletzt geborgen.